# Sankt Peter in der Au und Gassenegg
Die Herrschaft Sankt Peter in der Au und Gassenegg war eine Grundherrschaft im Viertel ober dem Wienerwald im Erzherzogtum Österreich unter der Enns, dem heutigen Niederösterreich.

## Ausdehnung
Die Herrschaft umfasste zuletzt die Ortsobrigkeit über Markt und Dorf St. Peter, Bubendorf, Meilersdorf und Wolfsbach. Der Sitz der Verwaltung befand sich in St. Peter.

## Geschichte
Letzter Inhaber der Allodialherrschaft war Wilhelm Freiherr Schönowitz von Ungerswerth und Adlerlöwen, bis diese im Zuge der Reformen 1848/1849 aufgelöst wurde.